# FK Panevėžys
FK Panevėžys este un club de fotbal lituanian din orașul Panevėžys, care evoluează în A Lyga.

## Palmares
- Pirma lyga: 1

2018
- Cupa Lituaniei (1): 2020.[1][2]
- Supertaurė (2): 2021, 2024

## Participări în campionatele lituaniene
| Sezon | Div. | Liga       | Locul | @      |                      |
| ----- | ---- | ---------- | ----- | ------ | -------------------- |
| 2015  | 2.   | Pirma lyga | 8.    | [ 3 ]  |                      |
| 2016  | 2.   | Pirma lyga | 5.    | [ 4 ]  |                      |
| 2017  | 2.   | Pirma lyga | 10.   | [ 5 ]  |                      |
| 2018  | 2.   | Pirma lyga | 1.    | [ 6 ]  | ▲ Promovat in A lyga |
| 2019  | 1.   | A lyga     | 5.    | [ 7 ]  |                      |
| 2020  | 2.   | A lyga     | 5.    | [ 8 ]  |                      |
| 2021  | 1.   | A lyga     | 4.    | [ 9 ]  |                      |
| 2022  | 1.   | A lyga     | 3.    | [ 10 ] |                      |
| 2023  | 1.   | A lyga     | 1.    | [ 11 ] |                      |
| 2024  | 1.   | A lyga     | 8.    | [ 12 ] |                      |
| 2025  | 1.   | A lyga     | .     | [ 13 ] |                      |

## Lotul actual
Actualizat ultima dată la 4 august 2025.
| Nr. |           | Poziție | Jucător              |
| --- | --------- | ------- | -------------------- |
| 1   | Lituania  | P       | Vytautas Černiauskas |
| 2   | Lituania  | F       | Linas Klimavičius    |
| 7   | Lituania  | M       | Ernestas Veliulis    |
| 11  | Nicaragua | A       | Ariagner Smith       |
| 15  | Lituania  | F       | Justinas Januševskij |

| Nr. |          | Poziție | Jucător               |
| --- | -------- | ------- | --------------------- |
| 25  | Lituania | M       | Domantas Vaičekauskas |
| 44  | Slovenia | M       | Lovro Grajfoner       |
| 66  | Lituania | M       | Eimantas Dzinga       |
| 88  | Lituania | M       | Žygimantas Baguška    |

## Jucători notabili
- Paulius Janušauskas (2018 — 2021)
- Linas Klimavičius (2022 – ...)
- Ergys Kaçe (2022)[14][15]
- Vytautas Černiauskas, din decembrie 2022

## Antrenori
- Virginijus Liubšys, (2015–2017)
- Mantas Savėnas, (2017)
- Albertas Klimavičius, (2017) [16]
- Alexandru Curteian, (2018–2020)[17]
- João Luís Martins, (2020–2021)
- Valdas Urbonas, (Dec 2021– Sep 2022)